# 神戸市立平野中学校
神戸市立平野中学校（こうべしりつ ひらのちゅうがっこう）は、兵庫県神戸市西区にある公立中学校。略称は、平中（）。

## 概要

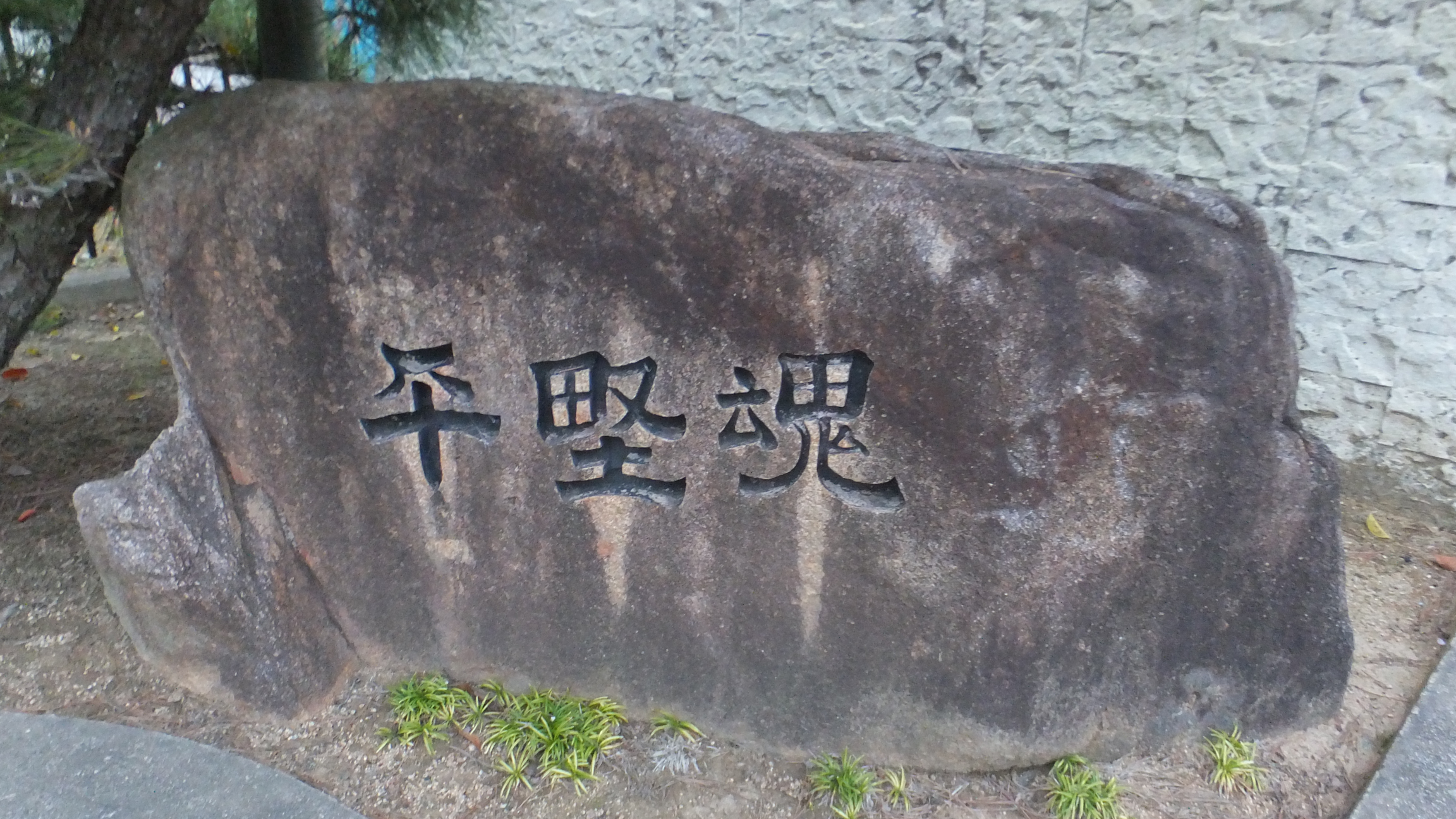
「平野魂」とかかれた岩

- 校区は西神ニュータウンの南側の春日台と樫野台、郊外にある平野町からなる。
- 平野小学校校区の生徒・他校区からの生徒・学校から自宅までの距離が長い生徒のみ自転車で通学されることが許可されている。ただし、毎年申請書の提出が必要である。
- 校区内にある小学校は、樫野台小学校、春日台小学校、平野小学校である。
- 隣の西神中学校は平野中学校から分離、開校したものである。
- 部活動が盛んで、校門前の「平野魂」とかかれた岩は、1960年代、女子バレー部が強かったころの記念碑として建てられたことで有名である。
- 開校当時は平野町にある平野小学校と同じ敷地にあったが、西神ニュータウンが造成され、1984年、現在地に移転した。
- 完全下校15分前に下校放送が鳴り出し、完全下校時刻にチャイムが鳴る。
- 校訓の内容が校歌の歌詞に含まれている。（誠なる心つくして・自らの心に克ちて・人すべて心を協わせ）
- 校訓は開校当時から変わっていない。

## 部活動

### 運動部
- 野球部
- サッカー部
- 陸上競技部
- 男子卓球部
- 女子バスケットボール部
- 女子ソフトテニス部
- バレーボール部

### 文化部
- 吹奏楽部
- 技術部
- 生活文化部

## 制服
1. ポロシャツ、スカート or ズボン
2. カッターシャツ、リボン or ネクタイ
3. スカート or ズボン、ベスト or セーター
4. カッターシャツ、ネクタイ or リボン、スカート or ズボン
5. ブレザー、カッターシャツ、ネクタイ or リボン、スカート or ズボン

　　【シャツ下着】　衛生面を考えて着用
　　【ベルト】　無地の黒か茶色のものをズボンがずれないようにとめる
　　【黒タイツ】　防寒具として着用可能
　　【スカート】　立膝をして裾がつく程度の長さ

## 髪型・靴・靴下・その他

### 髪型
- 髪を染める×
- 肩にかかる長さの場合は結ぶ
- 髪を結ぶ高さに指定なし
- 前髪は眉にかかる程度
- 目にかかる場合は切る or　ピンでとめる
- ゴムやピンの色に指定なし（※できるだけ数は少なく）

可能な髪型
- 一つぐくり
- 二つくくり
- みつあみ
- 編み込み
- ツーブロック
- ハーフアップ
- お団子結び

### 靴・靴下
【靴下】
長さ・色の指定なし
【靴】
色の指定なし（※学校生活に支障のない靴）

### その他
- 学校指定のカバンを使う（※入りきらないときはサブバックを使う）
- 制服の時は名札を付ける
- 鞄にキーホルダーを一つだけつけてもよい（※10cm程度までの大きさのもの）

## 著名な卒業生
- ディーン元気（陸上競技選手）
- 武内晋一（元プロ野球選手）

## 校区
- 神戸市立平野小学校
- 神戸市立春日台小学校
- 神戸市立樫野台小学校

## 交通アクセス
- 西神中央駅より
  - 市営バス 21系統・西体育館行「春日台3丁目」下車、徒歩2分
  - 市営バス 22系統・西神中央駅前行「春日台小学校前」下車、徒歩6分